# رشاد إيفانز
رشاد إيفانز (بالإنجليزية: Rashad Evans) هو فنان قتال مختلط أمريكي، ولد في 25 سبتمبر 1979 في نياجارا فولز في الولايات المتحدة.

## وصلات خارجية
- الموقع الرسمي
- رشاد إيفانز على موقع يو إف سي (الإنجليزية)
- رشاد إيفانز على موقع شيردوغ (الإنجليزية)
- رشاد إيفانز على موقع Tapology.com (الإنجليزية)
- رشاد إيفانز على موقع IMDb (الإنجليزية)
- رشاد إيفانز على موقع قاعدة بيانات الفيلم (الإنجليزية)